# Michael Silberbauer
Pour les articles homonymes, voir Silberbauer.
Michael Silberbauer, né le 7 juillet 1981 à Støvring au Danemark, est un footballeur international danois évoluant au poste de milieu offensif reconverti entraîneur.

## Biographie

### En club
Ce milieu de terrain a été formé au AaB Aalborg où il reste jusqu'en 2003.

Après trois saisons au FC Utrecht, il signe le 20 avril 2011 avec le BSC Young Boys en Suisse, un contrat de quatre ans.

### En sélection
Michael Silberbauer honore sa première sélection avec l'équipe nationale du Danemark le 21 août 2002, lors d'un match amical contre l'Écosse. Il entre en jeu à la place de Peter Løvenkrands et les Danois s'imposent sur le score de un but à zéro.
Il inscrit son premier but en équipe nationale lors d'un match amical contre la Finlande. le 2 juin 2005 (0-1).

### Reconversion en tant qu'entraîneur
Michael Silberbauer est l'adjoint de René Weiler au FC Lucerne de janvier à décembre 2018.
Il est nommé entraîneur principal du Pacific FC le 20 août 2018, et prend ses fonctions en janvier 2019.
Le 17 août 2020 Silberbauer fait son retour au Danemark en intégrant l'académie du FC Midtjylland pour s'occuper notamment des U19.
En juillet 2021, Silberbauer devient l'entraîneur adjoint de Patrick Rahmen (en) au FC Bâle,.
Après un court passage au printemps 2022 comme adjoint au FC Utrecht, Michael Silberbauer retourne au FC Midtjylland le 22 juin 2022, où il devient l'entraîneur adjoint de Bo Henriksen, qui dirige l'équipe première.
Le 13 février 2024, Silberbauer retrouve Bo Henriksen pour devenir une nouvelle fois son adjoint, au FSV Mayence 05, qui lutte alors pour son maintien.

## Palmarès
FC Copenhague
- Championnat du Danemark
  - Champion (3) : 2004, 2006, 2007
- Coupe du Danemark
  - Vainqueur (1) : 2004
- Supercoupe du Danemark
  - Vainqueur (1) : 2004